# Hohelied des Blutes
Hohelied des Blutes (engl.: Blood Canticle) ist ein 2004 erschienener Fantasy-/Vampirroman der US-amerikanischen Schriftstellerin Anne Rice. Es ist der zehnte und letzte Teil von Rices 1976 angefangener Chronik der Vampire mit dem Vampir Lestat. Das Buch wurde von der Kritik verrissen und führte zu einem offenen Brief, in dem Rice ihrer Wut über die vermeintliche Inkompetenz der Leser Ausdruck verlieh.

## Hintergrund
Rice schrieb 1976 den Roman Gespräch mit einem Vampir. Die Hauptfiguren sind die Vampire Louis und Lestat. Das Buch wurde in der Taschenbuchausgabe zu einem Bestseller. Rice schrieb bis 2002 acht weitere Vampirbücher, die unter dem Seriennamen The Vampire Chronicles (dt.: Chronik der Vampire) zusammengefasst wurden. Bereits nach dem neunten Buch Blackwood Farm (2003) kündigte sie an, dass das zehnte Buch das letzte sein würde. Als Grund nannte sie ihre Konversion zum Katholizismus und die Unwilligkeit, Bücher über „unheilige“ Kreaturen wie Vampire zu schreiben.

## Handlung
Die Story wird von Rices Hauptfigur erzählt, dem Vampir Lestat. Protagonistin ist eine junge Hexe namens Mona, dem Schützling von Lestats Freundin Rowan. Mona leidet an einer mysteriösen Krankheit und liegt im Sterben. Doch Lestat beißt sie und macht sie zu einem Vampir. Mona entwickelt außergewöhnliche Kräfte, während Lestat Nachforschungen über die Krankheit aufnimmt. Er verliebt sich außerdem in Rowan. Lestat kommt auf die Spur der rätselhaften Taltos, die für die Krankheit verantwortlich zu sein scheinen. Nach dem dramatischen Finale kommt es zum Happyend.

## Rezension
Das Buch wurde von der New York Times als „melodramatisch“ und für sein unoriginelles Ende kritisiert. Entertainment Weekly gab dem Buch die Note „D“ (äquivalent mit einer „Vier“ im deutschen Notensystem) und kritisierte die „unfreiwillig komischen“, an Selbstparodie grenzenden Figuren. Auf amazon.com wurde das Buch mit einer Punktzahl von drei aus fünf Sternen bewertet, wobei die Zahl und Intensität der Negativkritiken Rice schockierten.

## Antwort von Rice
Rice reagierte wütend auf die Negativkritiken. Sie schrieb selbst eine 1200 Wörter lange Rezension, in der sie sich selbst 5 Sterne vergab und den Kritikern vorwarf, amazon.com als „öffentliches Urinal für Lügen“ zu missbrauchen. Den Vorwurf, ihre Werke nicht lektorieren lassen zu wollen, wies sie zurück, indem sie ihr Schreiben als ohnehin hochklassig ansah und ihre literarischen Künste mit der Sangeskunst von Opernlegende Luciano Pavarotti verglich: „Wenn man mit solcher Hingabe schreibt, möchte man keine störende Zwischenrufe haben.“
Rices Rezension wurde wenig später von amazon.com gelöscht. Auf ihrer Homepage bemerkt Rice, dass sie sich immer noch von der vermeintlich „uninformierten Kritik“ verletzt fühlt und ihren Anhängern für die „treue Hilfe“ während dieser Zeit dankt.